# Interlake Region

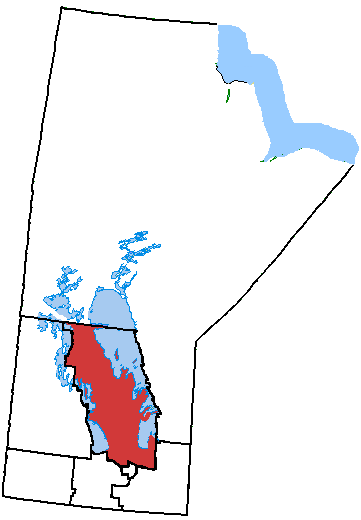
La regione di Interlake nel Manitoba (Canada)

Interlake è il nome di una delle regioni canadesi nella provincia di Manitoba. Come dice il nome essa si trova tra i laghi Winnipeg e Manitoba e comprende 14 municipalità rurali, una city (Selkirk), sei town (Arborg, Gimli, Riverton, Stonewall, Teulon e Winnipeg Beach) e un villaggio, Dunnottar. Il centro più popolato della regione è Selkirk e il secondo Stonewall. La regione è divisa in tre Unità geografiche censuarie (secondo l'Agenzia statistica del Canada): No 13, No 14 e No 18, 
la cui popolazione totale assommava a 91.743 al censimento del 2016. La superficie totale della regione è di 15.855,37 km².

## Comunità principali
- Gimli
- Arborg
- Riverton
- Selkirk
- Stonewall
- Teulon
- Winnipeg Beach
- Riverton
- Fisher Branch
- Ashern